# Sporco (singolo)
Sporco è un singolo del rapper italiano Vacca, prodotto da Big Fish, il primo estratto che anticipò il terzo album in studio, l'omonimo Sporco e pubblicato l'11 maggio 2010.

## Video musicale
Il videoclip, diretto da David Rogers, è stato interamente girato in Giamaica nell'aprile 2010, e pubblicato l'11 maggio, giorno di pubblicazione del singolo.